# トレンダーズ
トレンダーズ株式会社は、マーケティングPR事業、メディア事業、動画事業、スマートフォン関連事業を行っている企業である。本社は東京都渋谷区に所在。代表取締役会長は岡本伊久男。代表取締役社長は黒川涼子。

## 概要
- 2000年（平成12年） - 東京都渋谷区桜丘町にマーケティングなどを手がけるトレンダーズ株式会社を設立[2]。
- 2005年（平成18年） -  経沢香保子（現社長岡本伊久男の元妻、2014年3月離婚[3]）らが運営する「女性起業塾」の取り組みがメディアに取り上げられるようになる。
- 2011年（平成23年）4月 - 美容医療クーポンサイト「キレナビ」を開始。
- 2012年（平成24年）10月 - 東証マザーズに上場[2]。
- 2013年（平成25年）
  - 11月 - 株式会社H&BCを完全子会社化[4]。
  - 12月 - 「キレナビ」事業をサイブリッジ社へ売却することを発表[5]。
- 2014年（平成26年）
  - 5月14日 - 経沢の元夫である岡本伊久男が代表取締役社長に就任。経沢は代表取締役会長となり、株主総会後、相談役に退いた[6][7]。
  - 9月1日 - 経沢（岡本）香保子が筆頭株主でなくなり、第2位株主であった岡本伊久男が筆頭株主となる[8]。
- 2015年（平成27年）
  - 2月 - 「Between Life n Tech」を表参道に設立
  - 3月 - 「ZEKKEI Japan」を開始
  - 4月 - マーケティング戦略会社「株式会社Smarprise」を設立[9]。株式会社H&BCの全株式を譲渡[10]。
  - 5月 - 「Anny magazine」の開始
  - 6月 - 動画共有プラットフォーム「プレイムα版」の開始
- 2016年（平成28年）
  - 1月 - 曺幸司が筆頭株主となる[11]。
  - 2月 - 株式会社Smarpriseの一部株式をユナイテッド株式会社に譲渡し、連結の範囲から除外[12]。
  - 3月 - 岡本伊久男が再び筆頭株主となる[13]。
- 2018年（平成30年）
  - 4月 - 東京都渋谷区東内で移転[14]。
- 2020年（令和2年）
  - 4月 - 岡本伊久男が代表取締役会長に就任。黒川涼子が代表取締役社長に就任。[15]。
- 2022年（令和4年）
  - 2月 - 美容クリニック専売品の開発等を行う株式会社クレマンスラボラトリーの全株式を取得し連結子会社化[16]。
  - 3月 - DX推進・マーケティング戦略カンパニーのDOTZ株式会社へ株式会社アイレップ、株式会社I‐ne、株式会社サイバー・バズ、株式会社ギャプライズと共同で出資[17]。
  - 10月 - 香港にヘッドオフィスを構えるグローバルフィンテック企業Prive Technologiesと資本業務提携を締結[18]。

## サービス・運用メディア（2023年12月時点）
- LIN（Life-Influencers Network）
- ampule
- MimiTV
- おうちごはん
- XOUL JAPAN
- たいあっぷ
- Paranavi（パラナビ ）
- となりのいろは
- Art+（アートプラス）
- （株）クレマンスラボラトリー

## 所属団体
- WOMマーケティング協議会
- 社団法人日本パブリックリレーションズ協会

## 関係会社
- 株式会社MimiTV
- 株式会社クレマンスラボラトリー